# Law and Order True Crime
Pour les articles homonymes, voir Law and Order.
Los Angeles, police judiciaire New York, crime organisé
Law and Order True Crime est une série télévisée policière américaine d'anthologie créée par René Balcer, diffusée entre le 26 septembre et le 14 novembre 2017 sur le réseau NBC et en simultané sur le réseau Global au Canada.
C'est la sixième série de la franchise Law & Order. Celle-ci se caractérise cependant par un crime unique par saison et s'inspire d'une véritable affaire, celle des meurtres perpétrés par Lyle et Erik Menéndez pour la saison 1.
En France, la série est diffusée dans Serial Thriller depuis le 18 mars 2018 sur 13e rue et en Suisse dès le 19 avril 2018 sur RTS Deux. Elle reste inédite dans les autres pays francophones.

## Synopsis
Dans la soirée du 20 août 1989, Lyle et Erik Menéndez tuent leurs parents avec un fusil de chasse Mossberg au 722 North Elm Drive, à Beverly Hills. Ils font croire à un meurtre lié au crime organisé. Ils partent en voiture et jettent leurs fusils sur Mulholland Drive avant d'aller au cinéma voir Batman. À 23 h 47, les frères rentrent dans leur maison et Lyle appelle le 911 et crie « Quelqu'un a tué mes parents ! ».
Suspectés, les deux héritiers sont arrêtés et l'affaire devient nationale lorsque le procès est médiatisé.

## Distribution

### Acteurs principaux
- Edie Falco (VFB : Bernadette Mouzon) : Leslie Abramson
- Gus Halper (VFB : Alexandre Crépet) : Erik Menendez
- Miles Gaston Villanueva (VFB : Pierre Le Bec) : Lyle Menendez

### Acteurs secondaires
- Anthony Edwards (VF : William Coryn) : le juge Stanley Weisberg
- Julianne Nicholson : Jill Lansing
- Harry Hamlin : Barry Levin
- Constance Marie (VFB : Micheline Tziamalis) : Marta Cano
- Carlos Gómez : José Menendez
- Sam Jaeger (VFB : David Manet) : inspecteur Les Zoeller
- Josh Charles : Dr Jerome Oziel
- Sterling Beaumon : Glenn Stevens
- Ben Winchell (en) : Donovan Goodreau
- Molly Hagan : Joan Vandermolen
- Dominic Flores : Henry Llano
- Lolita Davidovich : Kitty Menendez
- Chris Bauer : Tim Rutten
- Heather Graham (VFB : Claire Tefnin) : Judalon Smyth
- Elizabeth Reaser (VFB : Colette Sodoyez) : le procureur adjoint Pam Bozanic
- Larry Cedar (en) : Milton Andersen
- Ezra Buzzington (en) : le procureur adjoint Elliott Alhadeff
- Todd Weeks (VFB : Philippe Résimont) : Dr William Vicary
- Raphael Sbarge : Jon Conte
- Taylor Kalupa : Anna Eriksson
- Ego Nwodim : Lynn

 Source et légende : version française (VF) sur RS Doublage

## Production

### Développement
En avril 2017, Dick Wolf et NBC annoncent qu'ils travaillent sur une série anthologique. La première saison est basée sur l'affaire des frères Lyle et Erik Menéndez, qui avait choqué les Américains en 1989-1996.
Une deuxième saison est encore à confirmer, mais Dick Wolf a expliqué avoir beaucoup d'idées pour la série et une éventuelle deuxième saison. La deuxième saison pourrait être centrée sur l'attentat d'Oklahoma City en 1995. René Balcer, collaborateur régulier de Dick Wolf, explique que cette affaire les a profondément marqués car ils occupaient le même bureau au moment de l'explosion.

### Tournage
Le tournage de la série a commencé le 26 juin 2017 pour une première saison de huit épisodes.

### Fiche technique
- Titre original : Law & Order True Crime
- Création : René Balcer
- Réalisation : Lesli Linka Glatter, Holly Dale, Fred Berner, Michael Pressman
- Scénario : René Balcer, Gina Gionfriddo, Diana Son
- Musique : Mike Post
- Production : René Balcer, Dick Wolf, Peter Jankowski, Arthur W. Forney
- Société(s) de production : Universal Television, Wolf Films
- Société(s) de distribution : NBCUniversal Television Distribution
- Pays d'origine :  États-Unis
- Langue originale : Anglais
- Genre : True crime, anthologie
- Public :

  déconseillé aux moins de 10 ans

## Épisodes et audiences
Les épisodes, sans titres, sont numérotés de un à huit.
| Épisodes | Date de diffusion ( États-Unis) | Téléspectateurs | Références |
| -------- | ------------------------------- | --------------- | ---------- |
| 1        | 26 septembre 2017               | 6 060 000       | [ 5 ]      |
| 2        | 3 octobre 2017                  | 4 820 000       | [ 6 ]      |
| 3        | 10 octobre 2017                 | 4 720 000       | [ 7 ]      |
| 4        | 17 octobre 2017                 | 4 360 000       | [ 8 ]      |
| 5        | 24 octobre 2017                 | 4 610 000       | [ 9 ]      |
| 6        | 31 octobre 2017                 | 3 530 000       | [ 10 ]     |
| 7        | 7 novembre 2017                 | 4 080 000       | [ 11 ]     |
| 8        | 14 novembre 2017                | 4 160 000       | [ 12 ]     |

- Meilleure audience de la saison
- Faible audience de la saison

## DVD
France :
- L'intégrale de la saison 1 est sorti le 26 juin 2019, édité par Elephant Films (ASIN B07NMMP86Y)

## Accueil critique
Sur Rotten Tomatoes, la cote d'approbation de 63 % est basée sur 34 avis, avec une moyenne de 6.6 / 10. Le consensus critique du site se lit comme suite : « Law & Order True Crime: The Menendez Murders bénéficie d'une performance exceptionnelle d'Edie Falco qui s'avère suffisamment captivante pour compenser une approche sournoise d'un matériel potentiellement dramatique. » Sur Metacritic, la saison a un score moyen pondéré de 57 sur 100, basé sur 29 critiques, indiquant des « critiques mixtes ou moyennes ».